# Сосновка (Бурятія)
Сосновка (рос. Сосновка) — село Селенгинського району, Бурятії Росії. Входить до складу Сільського поселення Селендума.
Населення —  26 осіб (2015 рік). 